# Прогресивна партія трудового народу Кіпру
Прогресивна партія трудового народу Кіпру (АКЕЛ, грец. Ανορθωτικό Κόμμα Εργαζόμενου Λαού, тур. Emekçi Halkın İlerici Partisi) — марксистсько-ленінська

комуністична партія
 
на Кіпрі, створена у 1926 році під назвою Комуністична партія Кіпру, та перезаснована у 1941 році; має депутатів в Європарламенті.
AKEL є однією з двох основних партій на Кіпрі, вона підтримує федеральне вирішення внутрішнього аспекту кіпрської проблеми та приділяє особливу увагу зближенню з турками-кіпріотами. 
Вона підтримала вступ до Європейського Союзу з певними застереженнями. 
Спочатку підтримуючи план Аннана у 2004 році, AKEL зрештою виступила проти цього плану, оскільки Рада Безпеки ООН не надала гарантій безпеки після возз'єднання. 

Будучи рішучим прихильником соціальних виплат і націоналізації, AKEL успішно втілив у життя кілька соціальних заходів для підтримки економічного добробуту кіпріотів під час фінансової кризи кінця 2000-х років, таких як підвищення низьких пенсій на 30% та соціальних виплат, які надаються студентам університетів до 12 мільйонів євро на рік. 
Загалом 1,2 мільярда євро було витрачено на соціальні виплати протягом перших трьох років, коли AKEL була при владі, з різними покращеннями соціального забезпечення. 

Після виборів 2013 року партія перебуває в опозиції. 

## Зовнішні посилання
- Офіційний сайт

| Прапор Кіпру | Це незавершена стаття про Кіпр. Ви можете допомогти проєкту, виправивши або дописавши її. |